# يوجينيا كاروسو
يوجينيا كاروسو (بالإيطالية: Eugenia Caruso)‏ هي كاتبة سيناريو وممثلة إيطالية، ولدت في القرن العشرين.

## وصلات خارجية
- يوجينيا كاروسو على موقع IMDb (الإنجليزية)
- يوجينيا كاروسو على موقع قاعدة بيانات الفيلم (الإنجليزية)